# Bhagawati
Bhagawati (nep. भगवती) – gaun wikas samiti w zachodniej części Nepalu w strefie Lumbini w dystrykcie Arghakhanchi. Według nepalskiego spisu powszechnego z 2011 roku liczył on 962 gospodarstwa domowe i 3858 mieszkańców (2238 kobiet i 1620 mężczyzn).